# Jill Thompson
Jill Thompson, född 20 november 1966 i Forest Park, Illinois, är en amerikansk serieskapare och illustratör. Hon har skapat barnserien Scary Godmother och tecknat serier som The Sandman och The Invisibles. Hon är gift med serieförfattaren Brian Azzarello.